# Карлово наместі (станція метро)
50°04′34″ пн. ш. 14°25′05″ сх. д. / 50.07611° пн. ш. 14.41806° сх. д.
Карлово наместі (чеськ. Karlovo Náměstí, Карлова площа) — станція Празького метрополітену. Розташована між станціями «Андел» та «Народні тршіда».
Розташована у районі Нове-Місто, неподалік від однойменної площі
Станція була відкрита 2 листопада 1985 року у складі пускової дільниці лінії B.

## Історія
Будівництво станції, що проходило в 1979-1985 роках, коштувало 711 млн чехословацьких крон, і стало найдорожчим будівництвом станції першої черги лінії B. Високі витрати обумовлені двома виходами зі станції, ескалаторами (розміщеними під вестибюлями) і складнішими умовами, ніж у інших станцій .

### Повінь 2002 року
Станція була затоплена найсильнішою за останні 500 років повінню і мала бути восени 2002 року реконструйована. Це означало, що після відкачування води відбудеться повна заміна всієї електротехніки, облицювання верхніх частин всіх трьох тунелів і контроль і очищення ескалаторів. Станція відновила роботу 9 грудня 2002 року але вихід на пл. Палацького був відкритий лише 12 березня 2003 року. В 2006 році також були відремонтовані короткі ескалатори біля виходів зі станції.

## Цікаві місця поряд із станцією
Вхід на станцію розташовано поруч з Карловою площею, яка є найбільшою площею в Чехії. Неподалік знаходиться Танцюючий дім.

## Характеристика
Конструкція станції — пілонна трисклепінна глибокого закладення. Глибина закладення — 40 метрів, а її довжина — 165 м, включаючи технічні приміщення. Довжина середнього тунелю така ж, як і довжина платформ.
Внутрішня оправа складається із залізобетонних тюбінгів (станційні тунелі до інших станцій мають залізобетонну оправу). Облицювання складається зі скляних блоків (автор ідеї - Франтішек Візнер), розміщених на плівці бежевого кольору. Такі варіанти оформлення використовувалися і на інших станціях 1, 2 і 3 черг лінії B. Такі ж блоки, незважаючи на їх великий розмір, використовувалися і на станції «Їноніце». Стіни в переходах облицьовані безпечним склом CONNEX (як майже на всіх станціях лінії B).

## Вестибюли
На станції два вестибюля, сполучених із платформами ескалаторними тунелями. Використовують ескалатори радянського типу. Перший, північний вестибюль — підземний, з п'ятьма виходами. Знаходиться приблизно посередині Карлової площі і дозволяє перехід на трамвайну зупинку. При будівництві мультифункційного об'єкту, який знаходиться над ним з початку XXI століття, планувалося тимчасове закриття і реконструкція вестибюля.
Другий вестибюль теж підземний і знаходиться під площею Палацкого. Є поздовжнім залом розміром 95x13 м. Переходить в тротуар в сторону Житкових садів.